# St. Johnsville (hrabstwo Montgomery)
St. Johnsville – wieś w Stanach Zjednoczonych, w stanie Nowy Jork, w hrabstwie Montgomery.